# Steve Schapiro
Pour les articles homonymes, voir Schapiro.
Stephen Albert Schapiro, né le 16 novembre 1934 à Brooklyn, New York et mort le 15 janvier 2022 à Chicago (Illinois),,, est un photojournaliste américain spécialiste en portrait de célébrités en milieu naturel.

## Expositions
Steve Schapiro a exposé à Paris en 2008 à la Galerie Thierry Marlat.

## Récompenses et distinctions
- 2017 : Lucie Award du photojournalisme